# Nova Impendet
Nova Impendet é uma encíclica do Papa Pio XI, promulgada em 2 de outubro de 1931, sobre a crise econômica mundial de 1929 (a Grande Depressão). Nela, o Pontífice também denuncia o perigo do militarismo e da corrida armamentista.